# 4e corps d'armée (États-Unis)
Pour les articles homonymes, voir 4e corps d'armée.
Le 4e corps des États-Unis est un corps de l'armée américaine créé en 1918 et qui participa à la Première et à la Seconde Guerre mondiale.

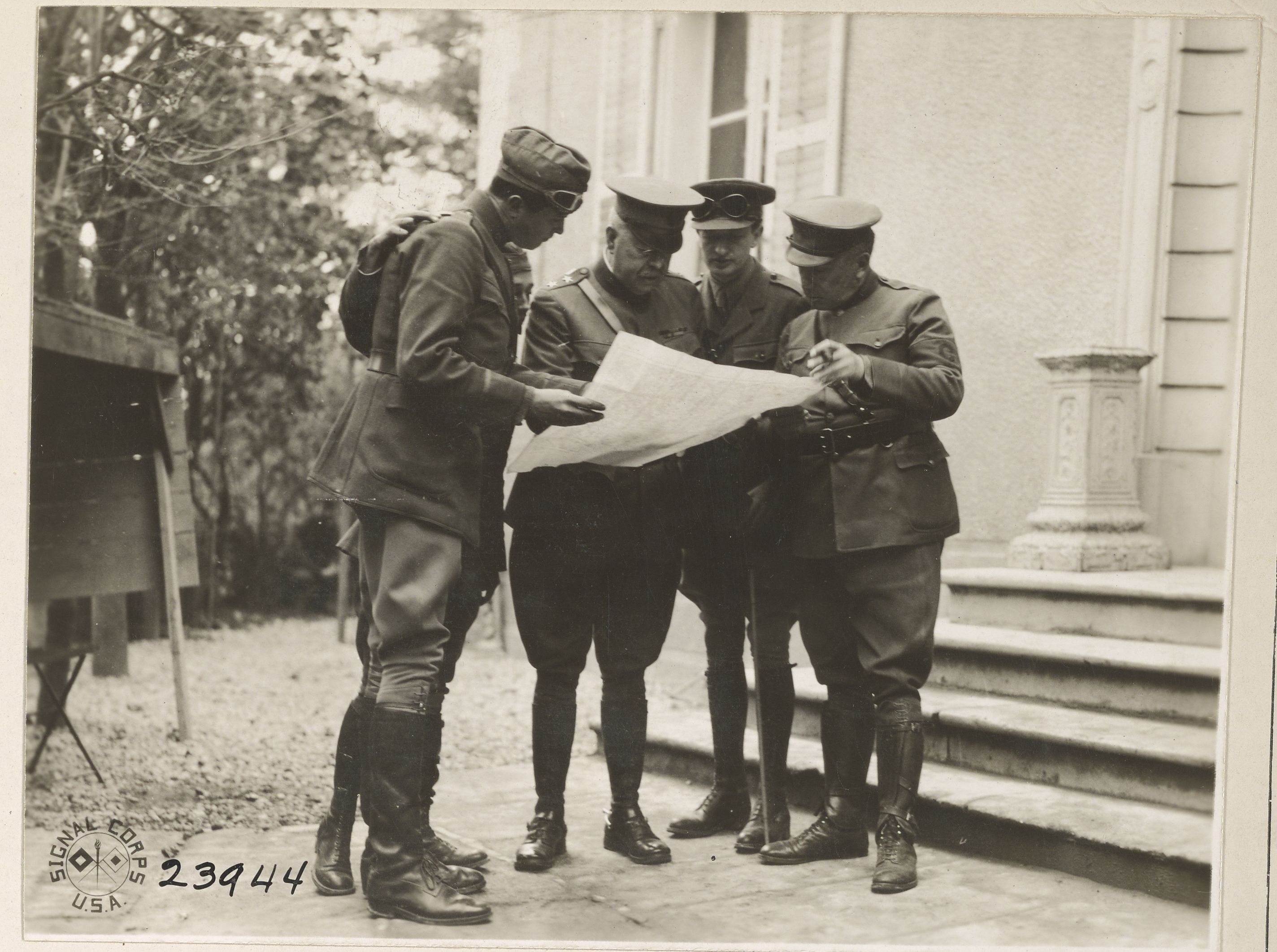
Le général Dickman commandant du 4e corps à Ménil-la-Tour.